# Mazaira (Bóveda)
Mazaira es una localidad del municipio de Bóveda, en la provincia de Lugo, España. Pertenece a la parroquia de Tuimil.
Se encuentra a 420 metros de altitud junto a la carretera LU-644 que une Rubián con A Cruz do Incio y muy cerca del enlace con el corredor CG-2.2. En 2023 tenía una población de 8 habitantes, 4 hombres y 4 mujeres.